# Bill Orban
William Terrence "Bill" Orban (Kanada, Saskatchewan, Regina, 1944. február 20. –) kanadai profi jégkorongozó.

## Pályafutása
Junior karrierjét az SJHL-ben kezdte a Saskatoon Quakersben, ahol kettő idényt töltött el 1962 és 1964 között. Juniorként nagyszerű góllövő volt. Felnőtt karrierjét az IHL-es Fort Wayne Kometsben kezdte 1964-ben. Ezután két szezont a WHL-es Los Angeles Bladesben töltött, majd felkerült az NHL-es Chicago Blackhawkshoz, ahol szintén két idényt játszott. A Chicagotól a Minnesota North Starsba került, ahol két egymást követő szezon alatt mindössze 30 mérkőzést játszott. 1969 után már nem játszott többet az NHL-ben; ezt a szezont a CHL-es Iowa Starsban töltötte. 1970-ben az AHL-es Cleveland Baronshoz került. A következő szezonban két évre a Springfield Kings (AHL) játékosa lett. 1972-ben a WHL-es Portland Buckaroos játékosaként szerepelt, majd egy-egy szezon a CHL-es Tulsa Oilersben és a Dallas Black Hawksban játszott, mielőtt 1975-ben visszavonult.

## Díjai, elismerései
- SJHL Második All-Star Csapat: 1964
- WHL Az Év Újonca díj: 1966
- CHL Második All-Star Csapat: 1970